# Fuglemælk
Fuglemælk er en slægt med over 50 arter, der er udbredt i Nordafrika, Mellemøsten og Sydøsteuropa. Det er flerårige urter med løg som overvintringsorganer. Bladene er fåtallige og grundstillede. De er hele, tykke og helrandede med samme farve på begge sider. Blomsterne er samlet i endestillede halvskærme eller skærme. De enkelte blomster er regelmæssige og 3-tallige med hvide, grønstribede eller (sjældnere) orange blosterblade. Frugterne er kapsler med mange frø.
| Beskrevne arter |

| - Kæmpe-fuglemælk (Ornithogalum longebracteatum) - Nikkende fuglemælk (Ornithogalum nutans) - Småbladet fuglemælk (Ornithogalum oligophyllum) - Pyramide-fuglemælk (Ornithogalum pyramidale) - Afrikansk fuglemælk (Ornithogalum thyrsoides) - Kost-fuglemælk (Ornithogalum umbellatum) |

| Andre arter |

| - Ornithogalum algeriense - Ornithogalum altissimum - Ornithogalum arabicum - Ornithogalum arcuatum - Ornithogalum aridum - Ornithogalum auratum - Ornithogalum aureum - Ornithogalum bivalve - Ornithogalum bohemicum - Ornithogalum bracteatum - Ornithogalum broteroi - Ornithogalum calcaratum - Ornithogalum canadense - Ornithogalum candicans - Ornithogalum capitatum - Ornithogalum caudatum | - Ornithogalum chloranthum - Ornithogalum clavatum - Ornithogalum collinum - Ornithogalum comosum - Ornithogalum conicum - Ornithogalum divaricatum - Ornithogalum dubium - Ornithogalum ecklonii - Ornithogalum exscapum - Ornithogalum flaccidum - Ornithogalum flexuosum - Ornithogalum graminifolium - Ornithogalum gussonei - Ornithogalum hirsutum - Ornithogalum japonicum - Ornithogalum kochii | - Ornithogalum lacteum - Ornithogalum liotardii - Ornithogalum luteum - Ornithogalum maculatum - Ornithogalum magnum - Ornithogalum maximum - Ornithogalum minimum - Ornithogalum narbonense - Ornithogalum natalense - Ornithogalum nelsonii - Ornithogalum nervosum - Ornithogalum ornithogaloides - Ornithogalum prasinum - Ornithogalum pratense - Ornithogalum pusillum - Ornithogalum pyrenaicum | - Ornithogalum reticulatum - Ornithogalum saundersiae - Ornithogalum serotinum - Ornithogalum setosum - Ornithogalum speciosum - Ornithogalum splendens - Ornithogalum spp. - Ornithogalum tenuifolium - Ornithogalum tenuifolium - Ornithogalum toxicarium - Ornithogalum unifolium - Ornithogalum virens - Ornithogalum viride - Ornithogalum viridiflorum |